# Рошкевичи
Рошкевичи (пол. Roszkiewicz ) — дворянский род.
Предок их Валентин Рошкевич возведен в потомственное дворянство грамотою Короля Польского Станислава Августа в 1775 году, вместе с пожалованием ему выше изображенного герба.

## Описание герба
В красном поле белая двойная лилия, с белою же посередине перевязкою.
В навершии шлема три страусовые пера. Герб Гоздава 4 (употребляют: Рошкевичи) внесен в Часть 2 Гербовника дворянских родов Царства Польского, стр. 69. Также герб употребляют: Ozimieski, Ozumieski.